# Comuna Rădoiești, Teleorman
Rădoiești este o comună în județul Teleorman, Muntenia, România, formată din satele Cetatea, Rădoiești-Deal și Rădoiești-Vale (reședința).

## Demografie
Componența etnică a comunei Rădoiești
     Români (95,58%)
     Alte etnii (0,09%)
     Necunoscută (4,32%)
Componența confesională a comunei Rădoiești
     Ortodocși (91,97%)
     Adventiști (3,33%)
     Alte religii (0,19%)
     Necunoscută (4,51%)
Conform recensământului efectuat în 2021, populația comunei Rădoiești se ridică la 2.129 de locuitori, în scădere față de recensământul anterior din 2011, când fuseseră înregistrați 2.187 de locuitori. Majoritatea locuitorilor sunt români (95,58%), iar pentru 4,32% nu se cunoaște apartenența etnică. Din punct de vedere confesional, majoritatea locuitorilor sunt ortodocși (91,97%), cu o minoritate de adventiști (3,33%), iar pentru 4,51% nu se cunoaște apartenența confesională.

## Istorie
La sfârșitul secolului al XIX-lea, comuna făcea parte din plasa Târgului al județului Teleorman, fiind alcătuită din satele Rădoiești-Deal și Rădoiești-Vale cu o populație de 1260 de locuitori. În comună exista o școală mixtă frecventată de 33 de elevi și o biserică. La acea vreme, satul Cetatea era parte a comunei Antonești.
În Anuarul Socec din 1925, comuna este consemnată în plasa Alexandria a aceluiași județ, cu o populație de 2162 de locuitori (în satele Cetatea și Rădoești). În anul 1931, satul Cetatea este din nou transferat la comuna Antonești.
În anul 1950, comuna a trecut în administrația raionului Alexandria al regiunii Teleorman, raion care, doi ani mai târziu, a fost inclus în regiunea București.
În anul 1968, comuna a fost transferată la județul Teleorman, în structura actuală. Tot atunci, comuna a reprimit satul Cetatea de la comuna Antonești (care a fost desființată și ea în același an și inclusă în comuna Călinești), iar satele Briești și Nichita au fost desființate și contopite cu satul Cetatea.

## Politică și administrație
Comuna Rădoiești este administrată de un primar și un consiliu local compus din 11 consilieri. Primarul, Ion Cioacă[*], de la Partidul Social Democrat, este în funcție din 2008. Începând cu alegerile locale din 2024, consiliul local are următoarea componență pe partide politice:
|  | Partid                    | Consilieri | Componența Consiliului | Componența Consiliului | Componența Consiliului | Componența Consiliului | Componența Consiliului | Componența Consiliului | Componența Consiliului | Componența Consiliului |
|  | ------------------------- | ---------- | ---------------------- | ---------------------- | ---------------------- | ---------------------- | ---------------------- | ---------------------- | ---------------------- | ---------------------- |
|  | Partidul Social Democrat  | 8          |                        |                        |                        |                        |                        |                        |                        |                        |
|  | Partidul Național Liberal | 3          |                        |                        |                        |                        |                        |                        |                        |                        |